# Símbols de León

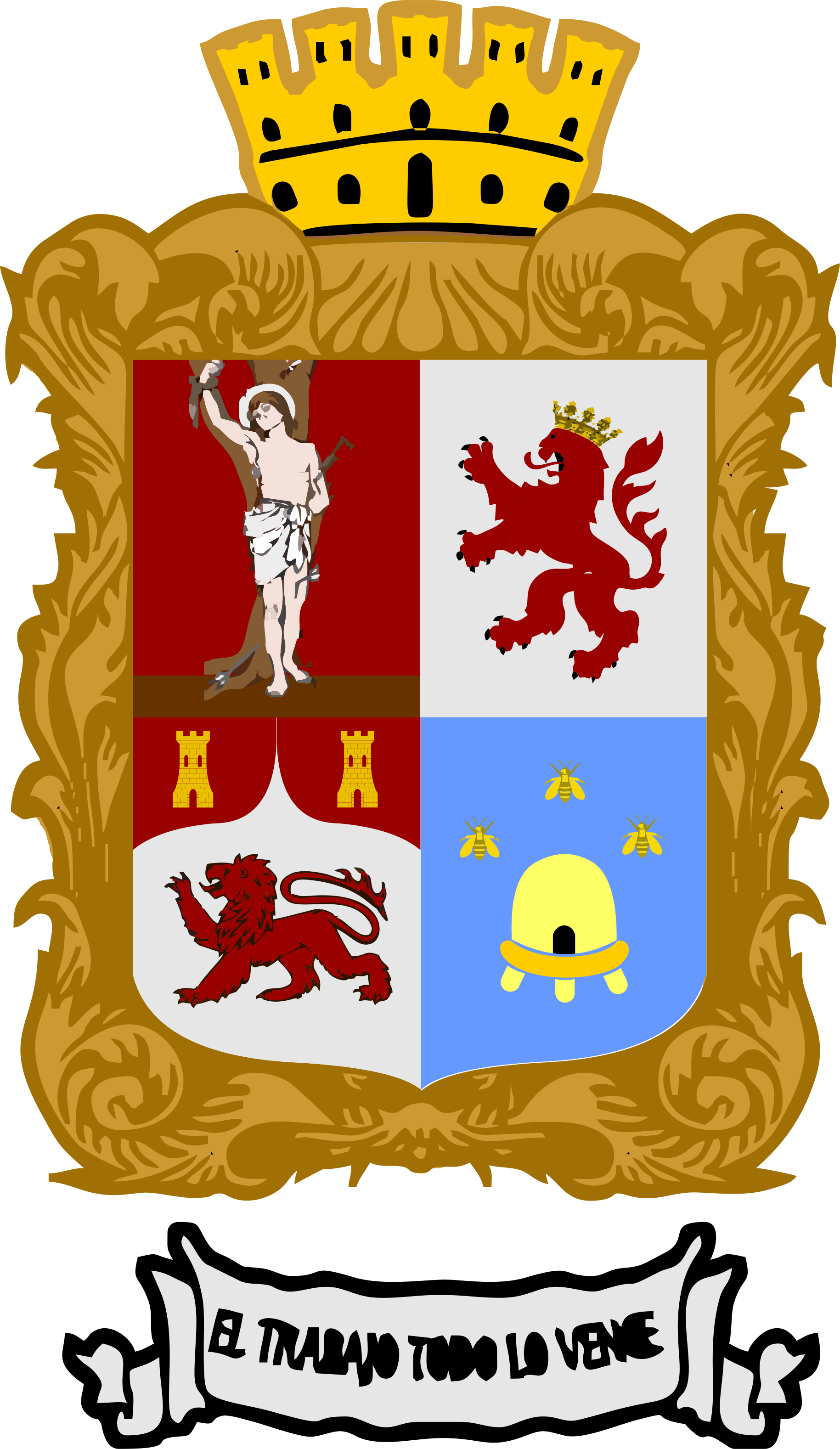
Escut de León.

Els símbols de la ciutat de León són l'emblema representatiu d'aquest municipi de l'estat de Guanajuato.

## Bandera
La Bandera de León representa oficialment al municipi mexicà de Lleón des del 18 de septiembre de 2008. Consisteix en un rectangle de mesures idèntiques de color verd. Entre el medi del camp verd, té l'escut municipal al centre, amb un diàmetre de tres quartes parts de l'ample d'aquest camp.